# Marcela Bovio
Marcela Alejandra Bovio Garcia (Monterrey, 17 oktober 1979) is een Mexicaans zangeres en violiste die sinds 2008 in Nederland woont. Ze is vooral bekend als een van de zangeressen binnen het progressive metalproject Ayreon en als frontzangeres van de symfonische metalband Stream of Passion. Ook heeft ze een solocarrière en heeft ze aan diverse andere muziekprojecten meegewerkt. Sinds 2017 is ze daarnaast zanglerares aan de Metal Factory.
Waar Bovio met Ayreon en Stream of Passion metal maakte, is er haar solowerk rustiger van aard. Op haar eerste album Unprecedented, uit 2016, werkt ze samen met het Dudok Kwartet met meer klassiek en folk georiënteerde muziek. Haar tweede soloalbum, Through Your Eyes, verscheen in 2018, is vooral pop- en kamerprog-georiënteerd.
In april 2017 nam het progressive rock webzine Progsphere haar op in hun Top 10 van beste zangeressen in Prog Rock en Metal.

## Privé
Bovio is in 2011 getrouwd met Stream of Passion-bassist Johan van Stratum. In 2018 zijn ze als vrienden uit elkaar gegaan. Eind 2019 werd ze diagnosticeerd met baarmoederhalskanker, enkele maanden later verklaarde ze op Facebook dat ze genezen is verklaard.

## Discography (solo)
- Found! (ep, 2015)
- Unprecedented (2016)
- Unprecedented – The Piano Sessions (2017)
- Through Your Eyes (2018)
- A song of death, a song of pain (ep, 2022)